# Eifelien
| Systeem                                 | Serie         | Etage       | Ouderdom (Ma) |
| --------------------------------------- | ------------- | ----------- | ------------- |
| Carboon                                 | Mississippien | Tournaisien | jonger        |
| Devoon                                  | Boven         | Famennien   | 358,9–372,2   |
| Devoon                                  | Boven         | Frasnien    | 372,2–382,7   |
| Devoon                                  | Midden        | Givetien    | 382,7–387,7   |
| Devoon                                  | Midden        | Eifelien    | 387,7–393,3   |
| Devoon                                  | Onder         | Emsien      | 393,3–407,6   |
| Devoon                                  | Onder         | Pragien     | 407,6–410,8   |
| Devoon                                  | Onder         | Lochkovien  | 410,8–419,2   |
| Siluur                                  | Pridoli       | Pridoli     | ouder         |
| Indeling van het Devoon volgens de ICS. |               |             |               |

Het Eifelien of Couvinien (Vlaanderen: Eifeliaan of Couviniaan) is de onderste etage in het Midden-Devoon, met een ouderdom van 393,3 ± 1,2 tot 387,7 ± 0,8 Ma. Het volgt op het Emsien en ligt onder het Givetien.

## Naamgeving
De naam Eifelien werd in 1837 bedacht door Ernst Beyrich. Uit het Eifelien komen onder andere kalken voor in de Eifel, waar de etage naar genoemd is; en in de Ardennen, met name in de buurt van de Belgische stad Couvin. In België werd daarom lange tijd de naam Couvinien aangehouden, terwijl in Duitsland de naam Eifelien gebruikt werd. In 1982 werd besloten de dubbele naamgeving op te heffen ten gunste van de Duitse naam.

## Definitie
De basis van het Eifelien wordt gedefinieerd door het eerste voorkomen van de conodont Polygnathus costatus partitus. De top wordt gedefinieerd door het eerste voorkomen van de conodont Polygnathus hemiansatus. De GSSP van het Eifelien bevindt zich 650 m ten zuidoosten van de dorpskern van Schönecken-Wetteldorf, vlak bij Prüm in de Eifel.